# Aștarak
Ashtarak este un oraș din provincia Aragatsotn, Armenia.